# Dodendorfer Straße 2, 4, 6, 8, 10, 12, 14, 16, 18, 20, Helmholtzstraße 40, 42, Kutzstraße 1, 3, 17, Raiffeisenstraße 9–11

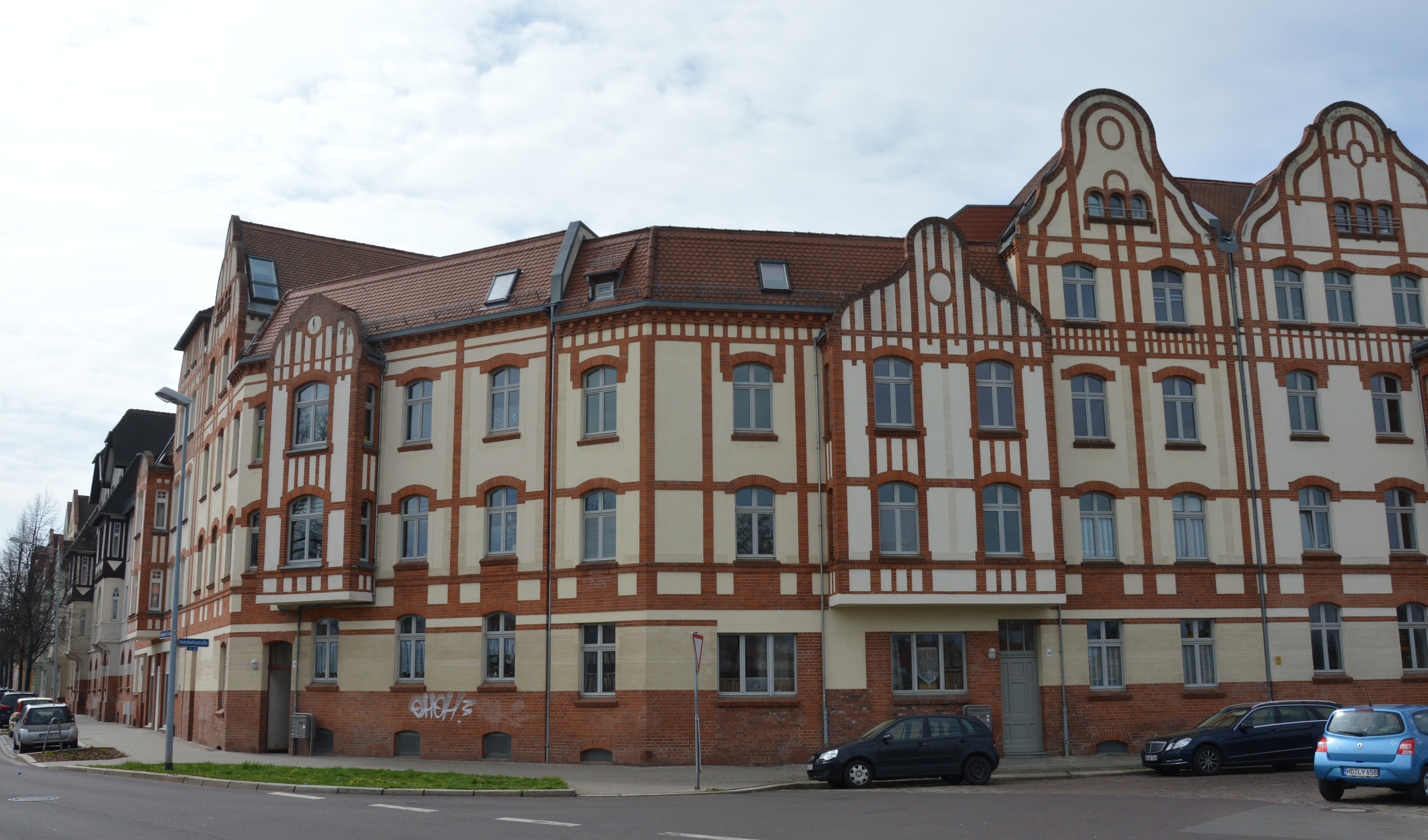
Dodendorfer Straße / Ecke Helmholtzstraße

Dodendorfer Straße 2, 4, 6, 8, 10, 12, 14, 16, 18, 20, Helmholtzstraße 40, 42, Kutzstraße 1, 3, 17, Raiffeisenstraße 9–11 ist die im örtlichen Denkmalverzeichnis genutzte Bezeichnung für eine denkmalgeschützte Häusergruppe in Magdeburg in Sachsen-Anhalt.

## Lage
Der Denkmalbereich umfasst einen großen Häuserblock mit annähernd rechteckigem Grundriss. Die in Nord-Süd-Richtung verlaufenden Längsseiten werden durch die Kutzstraße im Westen und die Dodendorfer Straße im Osten begrenzt. Die schmalen Seiten werden im Norden durch die Helmholtz- und im Süden durch die Raiffeisenstraße gebildet.

## Architektur und Geschichte
Die Häusergruppe umfasst am Anfang des 20. Jahrhunderts errichtete Mietshäuser. Am nördlichen Ende des Blocks zur Helmholtzstraße hin, sind die drei- bis viergeschossigen verputzten Häuser im Jugendstil gestaltet. Sie verfügen über Segmentbogenfenster und Kastenerker die von hohen geschweiften Giebeln bekrönt werden. Die Fassaden sind mit Ziegelbändern vielfältig gegliedert. Als zierendes Element kommt an einigen Stellen geriffelter Putz zum Einsatz. Diese Bauten bilden auch ein Ensemble mit benachbarter ähnlich gestalteter historischer Industriearchitektur.
Südlich schließen sich mit Giebeln aus Fachwerk versehene Häuser an, die über Kastenerker im späten Jugendstil verfügen. Andere Bauten sind im Stil der Reformarchitektur der Zeit nach 1900 gestaltet.
Im örtlichen Denkmalverzeichnis ist die Häusergruppe unter der Erfassungsnummer 094 82674 als Denkmalbereich verzeichnet. Zeitweise war das Gebäude Helmholtzstraße 40, 42 darüber hinaus auch als Einzeldenkmal ausgewiesen. Diese Ausweisung bestand zumindest jedoch seit 2020 nicht mehr.
Die Häusergruppe gilt als bemerkenswertes Beispiel der Stadtplanung des Baus von Mietshäusern in Magdeburg Anfang des 20. Jahrhunderts.